# Grigori Sanakojev
Grigori Konstantinovitsj Sanakojev (Russisch: Григорий Константинович Санакоев) (Voronezj, 17 april 1935 – aldaar, 8 oktober 2021) was een Russische schaker. Zijn beroep was chemicus. Eind 1950 begon zijn liefde voor het correspondentieschaak en hij speelde driemaal om de wereldtitel, namelijk van 1968 tot 1971, 5e plaats, van 1978 tot 1984, 4e plaats en van 1985 tot 1992 in welk jaar Sanakojev wereldkampioen ICCF werd. Ook is hij grootmeester correspondentieschaken.  Hij werd derde bij het "Hans-Werner von Massow Memorial" (1996-2002).
Hij zegt over zijn WK-titel ICCF: "Mijn beste prestatie is niet het behalen van de wereldtitel, maar het bereiken van de tweede plaats in de finale van het zesde kampioenschap van Rusland." Aanvankelijk speelde Sanakojev wat aarzelend tegen grootmeesters als Vladimir Simagin, Aleksej Sokolski en Jacob Estrin, maar dat veranderde snel nadat hij een paar maal gewonnen had.